# Antoine Semenyo
Antoine Serlom Semenyo (Chelsea, 2000. január 7. –) angol születésű ghánai válogatott labdarúgó, csatár. jelenleg a Bournemouth játékosa az angol bajnokságban.

## Pályafutása
Semenyo 2018-ban mutatkozott be a Bristol City felnőtt csapatában. Játszott kölcsönben a Newport County és a Sunderland csapatában is.

## Magánélet
Semenyo Angliában született de ghánai származású.

## Külső hivatkozások
- Ismertetője a transfermarkt.de honlapján